# Trypes
Trypes, en grec Τρύπες, à prononcer trypès, est un groupe de rock grec, originaire de Thessalonique. Il est un des plus célèbres groupes de rock grecs des années 1980 à 2000.

## Histoire
Les Trypes (« trous » en français) sont formés en 1983 lorsque Giorgos Karràs et Giannis Aggelakas (Γιάννης Αγγελάκας) écrivent les premières chansons en grec, inspirées et chargées de l’atmosphère post-punk qui régnait à l’époque. Au tout début avec eux étaient Mihàlis Kanatidis à la guitare et Kostas Floroskoùfis aux percussions. En 1984, après la mort de Kanatidi, Babis Papadopoulos prend sa place à la guitare. 
Les Trypes sortent leur premier disque éponyme en 1985 sous le label Ano-Kato Records. Giorgos Tolios prend la place de Kostas Floroskoùfis aux percussions. Ils jouent leurs premiers concerts à Athènes au Club Rodeo, au Kyparos et au théâtre Lykabittos où ils seront considérés par le public comme un groupe montant et dynamique du rock grec. La chanson Ταξιδιάρα Ψυχή devient la chanson préférée de la scène rock alternative.
Entre-temps, leurs relations avec la maison de disques Ano-kato Records se détériorent. Ils se résignent en 1987 à enregistrer seuls avec l’argent d’un emprunt leur second album Πάρτυ στο 13ο Όροφο (Pàrty sto 13° orofo) et recherchent ultérieurement une maison de disques. Ils signent avec Virgin et bouclent leur album au printemps de la même année. Cet album figure parmi les cinq meilleurs disques rock de l’histoire grecque. En 1990, ils enregistrent le disque Τρύπες στο Παράδεισο (Trypes sto paràdeiso) et jouent pour la première fois en dehors de Grèce aux Eurockéennes de Belfort en France. En 1991, ils rassemblent 3 500 personnes lors de leur premier concert au Lykabitto (Λυκαβηττό). Asklitios Zabetas à la guitare devient le cinquième membre du groupe.
En 1993, ils bouclent leur quatrième album 9 Πληρωμένα Τραγούδια (9 pliroména tragoùdia). Leur concert au Lykabitto est suivi par 10 000 personnes. La même année, Giannis Aggelàkas et Giorgos Karras écrivent la musique du film Η εποχή των δολοφόνων' (I epochi ton dolophonon) de Nikos Grammatikos. En collaboration avec Giorgos Christianàki, il boucle en 1994 l’album Υπέροχο Τίποτα (Yperocho Tipota). La même année le cinquième album de Trypes, le double disque Κράτα το Σόου Μαϊμού (Krata to Soou Maïrou), enregistré en live au concert à Rhodes, contenant cinq inédits acoustiques et la bande originale du film Η εποχή των δολοφόνων (I epochi ton dolophonon), est dévasté dans les bacs.
En 1995, ils font une tournée partout en Grèce notamment à Mylos, Rhodes mais aussi en Angleterre, à Manchester, et au Marquee de Londres. Le concert au Stade Eirinis kai Filia sur le Pirée à Athènes rassemble 8 000 personnes. En 1996, ils terminent l'album Κεφάλι Γεμάτο Χρυσάφι (Kefàli gemàto chrysàfi) qui devient disque d'or en deux semaines. Ils continuent les concerts en Grèce et en Europe. 
En 1999, ils enregistrent leur dernier album, Μέσα στη Νύχτα των Άλλων (Mésa sti Nychta ton Àllon). Après 1999, certains membres du groupe (notamment le chanteur Giannis Aggelakas) continueront à enregistrer des disques solo (ou en collaboration avec certains membres du groupe) mais plus sous le nom de Trypes.

## Discographie
- 1985 : Τρύπες (Trypes)
- 1987 : Πάρτυ στο 13ο Όροφο (Pàrty sto 13° orofo)
- 1990 : Τρύπες στον Παράδεισο (Trypes sto paradeiso)
- 1993 : Εννιά Πληρωμένα Τραγούδια (Ennià pliroména Tragoùdia)
- 1994 : Κράτα το Σώου Μαϊμού (Krata to Soou Maïmou)
- 1996 : Κεφάλι Γεμάτο Χρυσάφι (Kefàli gemàto Xrisàfi)
- 1999 : Μέσα στη Νύχτα των Άλλων (Mésa sti nychta ton Àllon)